# Horstwalde
Horstwalde ist ein Ortsteil der Stadt Baruth/Mark im Landkreis Teltow-Fläming in Brandenburg.

## Geographie
Das an der Nordwestseite des Baruther Urstromtals gelegene Horstwalde ist rund 40 Kilometer von der Südgrenze der Stadt Berlin und rund sieben Kilometer nordwestlich von Baruth entfernt. Nachbarorte sind Mückendorf, Paplitz, Schöbendorf, Lynow (Ortsteil der Gemeinde Nuthe-Urstromtal) sowie Kummersdorf-Gut (Ortsteil der amtsfreien Gemeinde Am Mellensee). Horstwalde liegt an der Landesstraße 70 zwischen Trebbin und Baruth. Horstwalde bestand neben dem Hauptort aus dem Trompeterhaus sowie den Wohnplätzen Horstmühle und Forsthaus Wunder.

## Geschichte

### 18. Jahrhundert

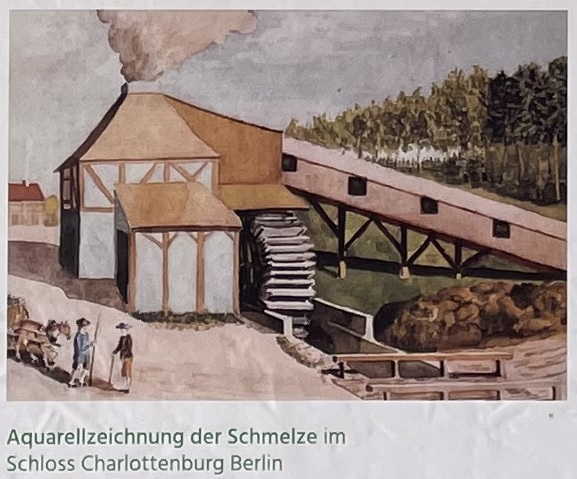
Aquarell der ehemaligen Schmelze

Der Ortsteil Horstwalde wurde von der Herrschaft Baruth 1720 als Koloniedorf mit dem Namen Steilberg gegründet. Peter R. Rohrlach weist in seinem Werk Historisches Ortslexikon für Brandenburg Teil X Jüterbog-Luckenwalde. darauf hin, dass in den Akten aus dem Jahr 1721 ein Eintrag eines Vorwerks besteht, dass „angeblich begründet“ worden war. In ca. 1,5 km Entfernung von Horstwalde befand sich um ca. 1750 ein vom Grafen F. G. Heinrich gegründetes Eisenwerk, die so genannte Schmelze. Die erste urkundliche Erwähnung erfolgte im Jahre 1768 mit dem Namen Neuhof. Es bestand zu dieser Zeit aus einem Vorwerk mit einer Pottaschehütte, die im Jahr 1777 als Hütten Dorff Neuhof bezeichnet wurde. Dort stand zu dieser Zeit bereits ein Katechetenhaus, von dem aus die 28 Häusler seelsorgerisch betreut wurden.

### 19. Jahrhundert

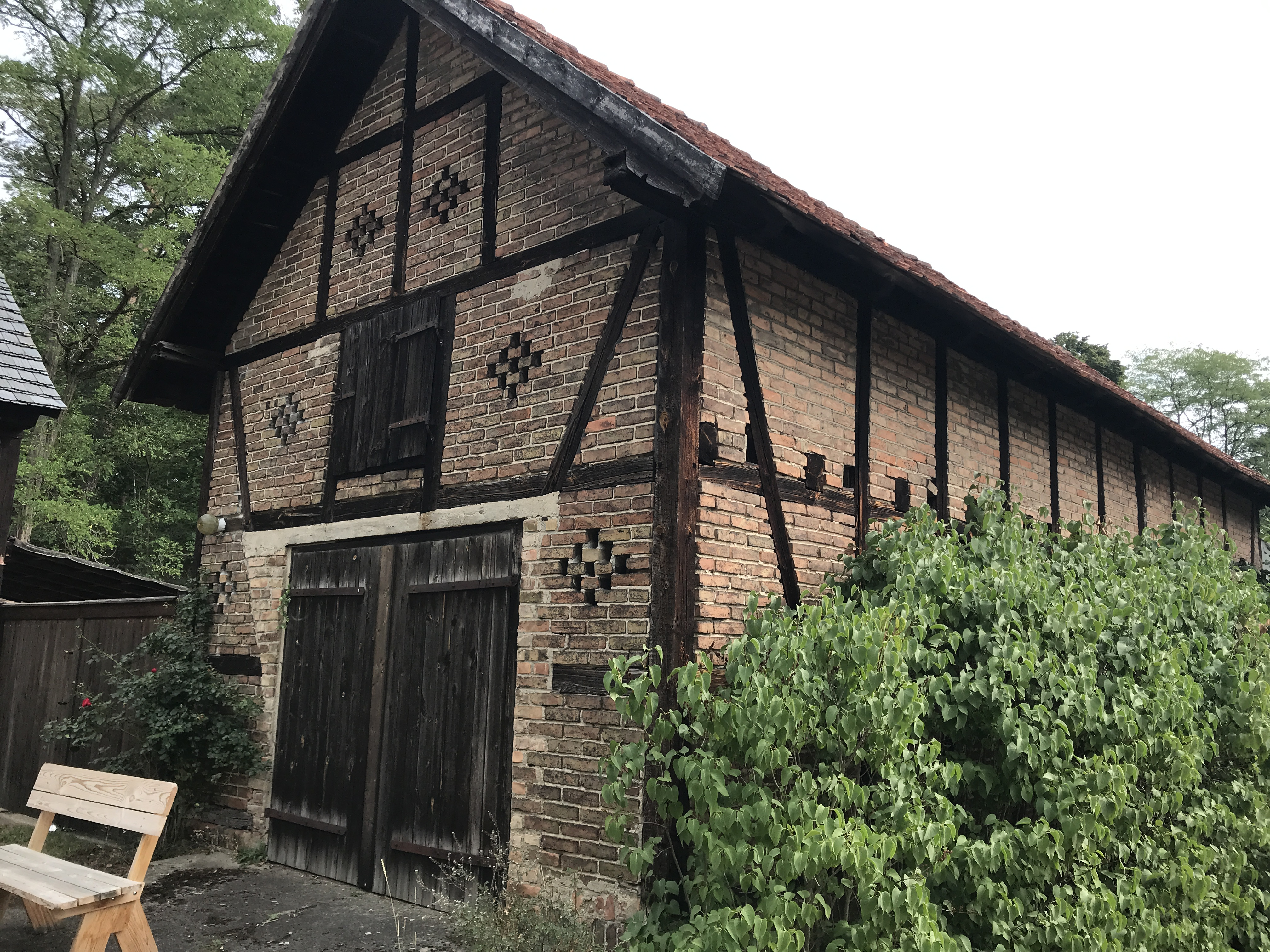
Denkmalgeschütztes Gebäude in Horstwalde

Um die Jahrhundertwende war von einem Dorf mit Schlossvorwerk und Pottaschenbrennerei die Rede. Nach dem Wiener Kongress kam die Gemeinde Neuhof b. Baruth zum Landkreis Jüterbog-Luckenwalde. Im Jahr 1815 hatten sich im Ort zahlreiche Gewerke niedergelassen: Es gab einen Schuhmacher, einen Zimmermeister, einen Schmied, einen Stellmacher, einen Schneider und einen Leineweber. Im Jahr 1824 lebten in dem Dorf mittlerweile 38 Häusler. Es gab ein Schulhaus, ein Hirtenhaus sowie ein Gutsherrenhaus. Horstwalde wuchs weiter an und so standen im Jahr 1837 insgesamt 40 Wohnhäuser im Dorf, Vorwerk und der Försterei. Zum Dorf zählte im Jahr 1841 die Alte Pechhütte. Im Dorf standen im Jahr 1858 drei öffentliche, 32 Wohn- und sechs Wirtschaftsgebäude auf 506 Morgen (Mg) Land, darunter auch die Eisenschmelze. Auf 257 Mg wurde Ackerbau betrieben, 135 Mg dienten als Wiese und auf 114 Mg standen Gehöfte. Das Vorwerk war 1961 Morgen groß. Einschließlich der Horstmühle waren 1755 Mg bewaldet, 167 Mg dienten als Acker, 33 Mg als Wiese und 6 Mg waren den Gehöften vorbehalten: sieben Wohn- und acht Wirtschaftsgebäuden. Hinzu kamen die beiden Abbauten Schmelze und Forsthaus der Baruther Forst. Ende des 18. Jahrhunderts wurde der Betrieb der Schmelzanlage sowie der Brennerei wegen Unrentabilität eingestellt. Heute sind keine Spuren der Schmelze mehr sichtbar. Im Jahr 1891 bestand das Dorf mit dem Vorwerk und Forsthaus. Im Vorwerk gab es die Wohnplätze Mühlenetablissement Horstmühle und Forstetablissement Schmelze.

### 20. Jahrhundert

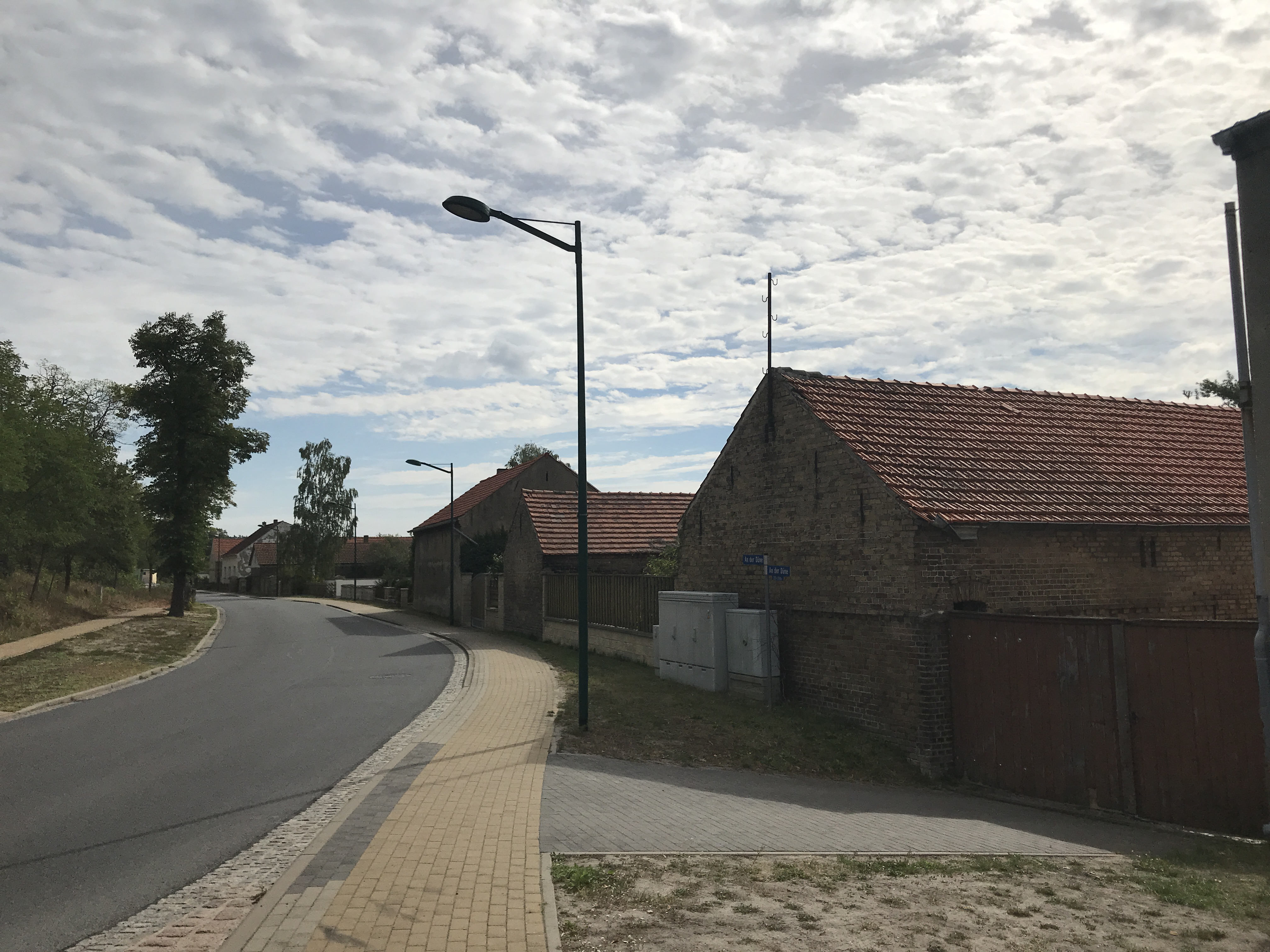
Ortsansicht

Im Dorf Neuhof standen im Jahr 1900 insgesamt 35 Häuser. Darin lebten 18 Häusler, die 17,50 Hektar, 15,25 Hektar, 14 Hektar, 12,50 Hektar, 11,75 Hektar, 11,50 Hektar, 11,37 Hektar, 11,33 Hektar, 9,75 Hektar, 9,25 Hektar, 9,12 Hektar, 7,33 Hektar, zweimal 7,25 Hektar, 7 Hektar, 6,25 Hektar, 5,57 Hektar und 5,25 Hektar Land bewirtschafteten. Es gab einen Lehrer sowie einen Häusler, der auch als Gastwirt tätig war und 10,62 Hektar Land besaß. Aus dem Gutsbezirk Baruth Schloß wurden in diesem Jahr 1,2 Hektar eingemeindet. Im Vorwerk standen sieben Häuser. Im Jahr 1920 erschien erstmals das Vorwerk Bombach. Neun Jahre später wurden 19 Hektar des Vorwerks mit dem Gutsbezirk vereinigt, während der überwiegende Teil zum Forstgutsbezirk Baruth kam. Hieraus gründete sich im Jahr 1931 die Landgemeinde Neuhof bei Baruth mit den Wohnplätzen Schmelze und Wunder, die am 12. April 1939 in Horstwalde umbenannt wurde. Der neue Name leitete sich vom Flurnamen Lange Horst sowie von der waldreichen Umgebung ab.
Im Jahr 1939 gab es im Dorf einen land- und forstwirtschaftlichen Betrieb, der zwischen 20 und 100 Hektar groß war, 21 Betriebe zwischen 10 und 20 Hektar, acht Betriebe zwischen 5 und 10 Hektar sowie zehn Betriebe zwischen 0,5 und 5 Hektar. Nach dem Zweiten Weltkrieg wurden 202 Hektar enteignet, darunter 47,7 Hektar Acker, 55,4 Hektar Wiese und Weide, 91,4 Hektar Wald sowie 7,5 Hektar Wege und Ödland. Hieraus erhielten zwei landlose Bauern und Landarbeiter insgesamt 14 Hektar, 146,6 Hektar gingen an 29 landarme Bauern, 40 Hektar an die Gemeinde sowie 1,5 an die Vereinigung der gegenseitigen Bauernhilfe (VdgB). Im Jahr 1950 bestand die Gemeinde mit den Wohnplätzen Ausbau und Trompeterhaus, 1957 die Gemeinde mit den Wohnplätzen Bombachhaus, Schmelze und Trompeterhaus. Im Jahr 1959 gründete sich eine LPG vom Typ I, die ein Jahr später 66 Mitglieder hatte und 351 Hektar landwirtschaftlicher Nutzfläche bewirtschaftete. Sie wurde 1971 mit der LPG Typ III Schöbendorf-Horstwalde zusammengeschlossen und bestand im Jahr 1983 als LPG Schöbendorf-Paplitz Betriebsteil Horstwalde; weiterhin gab es die Revierförsterei Horstwalde.
Am 31. Dezember 1997 wurde Horstwalde zusammen mit Groß Ziescht, Mückendorf und Radeland in die Stadt Baruth eingemeindet.

### Bevölkerungsentwicklung
| Jahr      | 1817 | 1837 | 1858 | 1871 | 1885 | 1895 | 1905 | 1925 | 1939 | 1946 | 1964 | 1971 | 1981 |
| --------- | ---- | ---- | ---- | ---- | ---- | ---- | ---- | ---- | ---- | ---- | ---- | ---- | ---- |
| Einwohner | 279  | 199  | 236  | 202  | 215  | 197  | 182  | 236  | 262  | 254  | 213  | 201  | 154  |
| Vorwerk   |      |      | 129  | 114  | 55   | 51   | 56   |      |      |      |      |      |      |

## Kultur und Sehenswürdigkeiten

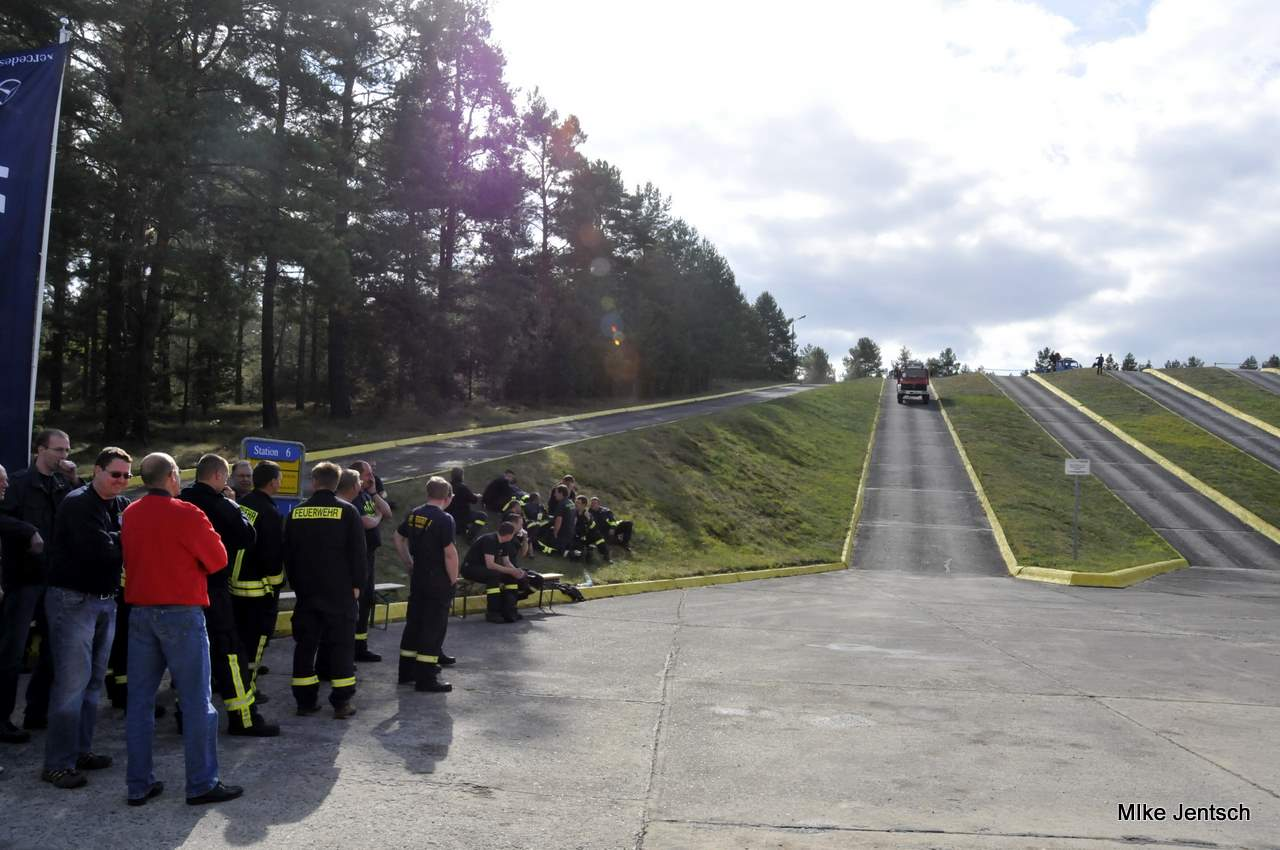
Fahrtraining auf den Parabeldünen, 2009

- Horstwalde bietet als landschaftliche Besonderheit einen Dünenkomplex mit mehr als 15 ineinander verschachtelten Parabeldünen. Dieser bietet den Standort für eine Verkehrs-Versuchsanlage. Am regelmäßig veranstalteten Tag der offenen Tür kann dort jedermann u. a. die Steigungs- und Verwindungsbahnen mit seinem eigenen Fahrzeug testen.
- Horstwalde ist daneben ein Ausgangspunkt für Wanderungen in das Naturschutzgebiet Schöbendorfer Busch.
- Die Gebäude in der Straße An der Düne 24/25 und 26 stehen unter Denkmalschutz.